# Yu Von Goess
Yu Von Goess（ユー・ヴォン・ゴエス、1991年5月23日 - ）は、東京都出身のDJ、音楽プロデューサーである。本名は、磯川 悠（いそかわ ゆう）、英語表記では、Yu Isokawa。Multiflave株式会社の代表取締役社長 を務める。

## 概要
12年間、パリ（フランス）で生活し、ヨーロッパでDJとしての知恵とテクニックを磨き、2009年に帰国。
2009年夏、日本最年少のクラブDJとして活動を本格化。
2009年秋、LEX TOKYO（旧六本木NEWLEX Edo）のレギュラーDJに就任し、世界中のスターに対して出演する。その中には、ジョニー・デップ、パリス・ヒルトンや赤西仁。
2010年春、エイコンのマネジャーよりスカウトを受け、音楽プロデューサーとしての楽曲提供を依頼される。
2011年2月、ブラック・アイド・ピーズの『This Time（Dirty Bit）』をリミックスして80万ダウンロードを突破。

## ディスコグラフィ

### シングル
- 2009年、ファーストシングル『Digital Tokio（Original Mix）』を発表。
- 2011年、セカンドシングル『Waiting（Original Mix）』を発表。
- 2012年、サードシングル『My Feelings With You（Original Mix）』を発表。
- 2012年、Yu Von Goess, アヴィーチー & Lola - Thank You Baby（Original Mix）未発表。

### リミックス

#### 2011年
- ブラック・アイド・ピーズ - This Time（Dirty Bit）（Yu Von Goess Bootleg）
- デヴィッド・ゲッタ & アヴィーチー - Sunshine（Yu Von Goess Remix）

#### 2012年
- フロー・ライダー - Whistle（Yu Von Goess Remix）

## エピソード
- シングル曲『My Feelings With You（Original Mix）』は、2012年6月に渋谷 club axxcisで開催された"Bikini Line"イベントのCMテーマソングとして使われた[6]。それによって、渋谷スクランブル交差点の大型ビジョンで放映された。
- 日本語よりフランス語の方が得意。